# إيساسكا
إيساسكا هي بلدية في مقاطعة كونيا الواقعي في منطقة بيمونت الإيطالية. وتقع على بعد نحو 60 كيلومتر (37 ميل) جنوب غرب تورينو ونحو 25 كيلومتر (16 ميل) شمال غرب كونيا.
تجاور إيساسكا البلديات التالية: برونديلو، بروساسكو، مارتينيانا بو، فيناسكا.